# روبن لي (متزلج فني)
روبن لي (بالإنجليزية: Robin Lee)‏ هو متزلج فني أمريكي، ولد في 2 ديسمبر 1919 في سانت بول في الولايات المتحدة، وتوفي في 8 أكتوبر 1997 في منيابولس في الولايات المتحدة.

## وصلات خارجية
- روبن لي على موقع أوليمبيديا (الإنجليزية)